# مایک رادرفورد
مایک رادرفورد (انگلیسی: Mike Rutherford؛ زادهٔ ۲ اکتبر ۱۹۵۰) موسیقی‌دان اهل بریتانیا و از بنیانگذاران گروه پراگرسیو راک جنسیس است. نقش اصلی او نوازندگی گیتاربیس و همخوانی در گروه بود اما نوازندگی گیتار ریتم را هم برای بیشتر آثار گروه بر عهده داشت. او همچنین یکی از ترانه‌سرایان اصلی جنسیس بود و تعدادی از مشهورترین ترانه‌های گروه همچون «سرزمین آشفتگی» (Land of Confusion) و «دنبال تو دنبال من» (Follow You Follow Me) سرودهٔ اوست.
نام مایک رادرفورد به‌عنوان عضوی از جنسیس سال ۲۰۱۰ به تالار مشاهیر راک اند رول وارد شد.